# Anna Maria Lenngren
Anna Maria Lenngren, née Malmstedt (18 juin 1754 – 8 mars 1817), est une écrivaine suédoise, poète et traductrice. Elle écrivit des idylles pastorales, épigrammes et satires néoclassiques caractéristiques de la période des Lumières.

## Enfance
Anna Maria Malmstedt est la fille de Magnus Brynolfsson Malmstedt, poète et professeur de latin à l'université d'Uppsala. Très jeune, elle apprend le latin et les classiques. Son père l'encourage à écrire et à explorer la littérature. Il veut faire d'elle « une jeune femme non seulement éduquée mais également sage et érudite ».
Sa mère meurt jeune et son père se remarie avec sa domestique. Son père meurt dans des circonstances mystérieuses après avoir perdu son poste à l'université pour avoir contrevenu aux règles de restriction religieuse. Membre des herrnhuts de l'Église Morave, il avait organisé des rassemblements religieux privés, ce qui était strictement interdit.
Adolescente, Anna écrit des poèmes. Elle fait ses débuts en 1775 dans le journal d'Anna Hammar-Rosén à Gothenburg et devient membre de l'académie Vetenskaps-och Vitterhets-samhället (L'Académie Royale des arts et des sciences de Gothenburg).

## Début de carrière
Son premier travail professionnel rémunéré consiste en relectures, épitomés et traductions. En 1776, le Duc Charles, frère du Roi, l'engage pour traduire un opéra français : Lucile. Ce fut le premier opéra traduit en suédois. Dans son introduction, Anne défend le droit des femmes au travail académique. Dès lors, elle fut régulièrement engagée par la cour royale pour traduire des opéras. Elle traduit également de la poésie érotique française. Elle reçoit un accueil favorable dans la presse. Elle se définit comme une "litterata" (lettrée) et critique ouvertement les préconçus sur le rôle de la femme dans la société.
Anna est élue dans de nombreuses sociétés et académies littéraires, comme la très machiste Utile Dulci Society en 1779.

## Vie familiale
En 1780, Anna épouse Carl Peter Lenngren, rédacteur en chef du journal le Stockholmsposten, puis se retire de la scène publique, contribuant anonymement au journal de son mari. Son silence durera dix ans, pendant lesquels elle tient un salon littéraire reconnu qui devient le centre de débats culturels et politiques suédois. Parmi ses invités, on trouve Johan Henric Kellgren, Gustaf af Leopold, Nils von Rosenstein, Frans Michael Franzénand et Gudmund Jöran Adlerbeth.
Elle n'aura pas d'enfant naturel mais adoptera une petite fille. Celle-ci sera placée dans un asile psychiatre où elle mourra quelque temps plus tard.

## Fin de carrière
Après le décès de l'un des journalistes de son mari, en 1790, Anna revient sur le devant de la scène et redevient connue pour ses écrits. Elle critique le snobisme de la noblesse, l'admiration servile que lui porte ses domestiques et la déférence inquiète de la classe ouvrière. Elle se bat surtout pour la liberté intellectuelle des femmes.
Sa maison devient le centre de l'académie l'Académie Royale des Sciences de Suède, même si elle n'en est pas membre (elle a refusé d'y être élue et l'académie parle d'elle comme son "membre invisible"). L'académie publiera un poème en son honneur Ode till fur Lenngren ("Ode à Mme Lenngren'") le 20 décembre 1797. Elle répond modestement en publiant le poème Dröm ("Rêve").
Son travail en tant que féministe fut sujet à controverse. Anna est connue pour son sens de l'ironie et ses lecteurs de l'époque ne savent pas trop quel sens donner à ses écrits. Dans le poème Några ord till min kära dotter, ifall jag hade någon (1794) (« Conseils à ma fille, si j'en avais une »), elle discute de la relation entre les femmes et la politique et écrit que chaque femme devrait se concentrer sur son rôle d'épouse et de mère car « Notre maison est notre République alors que le politique est notre apparence ».
Elle écrit généralement en vers, parfois très courts, sur la vie de tous les jours. Ses poèmes sont empreints de satire et d'ironie et on la considère comme une réaliste. « Chaque mot est nécessaire, il n'y a rien de plus, pas même d'adjectifs. Elle peint seulement avec des verbes et des substantifs », analyse Fredrik Böök. Dans le poème En afton hos fru Lenngren ("Une soirée chez Mme Lenngren"), Snoilsky décrit : « C'est comme une bardane, un mètre d'esprit ».

## Décès
Anna devient l'une des écrivains les plus populaires en Suède au XVIIIe siècle. Elle meurt à 62 ans d'un cancer du sein et est enterrée au cimetière Klara Kyrka à Stockholm. Comme elle l'a demandé, ses poèmes sont publiés à titre posthume par son époux dans un recueil : Skaldeförsök ("Tentatives de poésie") en 1819. Peu après, l'Académie Royale des Sciences de Suède fait graver une médaille commémorative avec l'inscription : « Moins elle cherchait la gloire et plus elle lui était donnée ».

## Œuvres (liste non exhaustive)
- Porträtterna (Les Portraits)
- Grefvinnans besök (Visite de la Comtesse)
- Fröken Juliana (Mademoiselle Juliana)
- Hans nåds morgonsömn (La grasse matinée de sa seigneurie)
- Pojkarne (Les Garçons)
- Den glada festen (La joyeuse fête)
- Några ord till min kära dotter, ifall jag hade någon (Conseils à ma fille, si j'en avais une) 1794
- Andra tyger, andra seder! (Autres Tissus, Autres mœurs !)